# جامعة العين للعلوم والتكنولوجيا
جامعة العين للعلوم والتكنولوجيا تعد إحدى مؤسسات التعليم العالي في الإمارات العربية المتحدة، وتعتمد اللغة الإنجليزية في التدريس. جاء تأسيس جامعة العين للعلوم والتكنولوجيا بتوجيه من الشيخ زايد بن سلطان آل نهيان، حيث تأسست في عام 2004، وقد استهلت الدراسة في الجامعة عام 2003.
للجامعة مقران احداهما في أبوظبي عاصمة دولة الإمارات، والآخر في مدينة العين. ومنذ تأسيس الجامعة في عام 2005، تضاعف عدد الطلاب الملتحقين ثلاث مرات، فقد تميزت بتنوعها الثقافي من خلال قبولها لجنسيات مختلفة من الطلبة حتى بلغ ما يقارب ال 20 جنسية.
وفي عام 2018، تخرّج أكثر من 7138 طالباً من هذه الجامعة، بما فيهم 1261 طالباً من جنسيات مختلفة. 

## التخصصات
تمنح الجامعة درجة البكالوريوس في خمسة عشر تخصصا من خلال برامج معتمدة في كلياتها:الهندسة وتقنية المعلومات، الصيدلة، القانون، التربية وإدارة الأعمال، كما وتمنح الجامعة درجة الماجستير في إدارة الأعمال MBA وماجستير في القانون الخاص والعام وماجستير الآداب في تدريس اللغة الإنجليزية بالإضافة إلى الدبلوم المهني في التدريس، كما وتسعى الجامعة إلى تطوير ذاتها من خلال استحداث برامج إضافية جديدة.

### كلية إدارة الأعمال
- بكالوريوس إدارة الأعمال - المحاسبة
- بكالوريوس إدارة الأعمال - التمويل والمصارف
- بكالوريوس إدارة الأعمال - نظم معلومات إدارية
- بكالوريوس إدارة الأعمال - الإدارة
- بكالوريوس إدارة الأعمال - إدارة الموارد البشرية
- بكالوريوس إدارة الأعمال - التسويق
- ماجستير إدارة الأعمال - الإدارة (عام)
- ماجستير إدارة الأعمال - المحاسبة
- ماجستير إدارة الأعمال - التمويل والمصارف
- ماجستير إدارة الأعمال - التسويق
- ماجستير إدارة الأعمال - إدارة الموارد البشرية
- ماجستير إدارة الأعمال - نظم المعلومات الإدارية

### كلية الاتصال والاعلام
- بكالوريوس الإتصال والإعلام - الصحافة
- بكالوريوس الإتصال والإعلام - الإعلان
- بكالوريوس الإتصال والإعلام - العلاقات العامة

### كلية الصيدلة
- بكالوريوس في الصيدلة
- ماجستير في الصيدلة السريرية

### كلية التربية
- بكالوريوس التربية - إعداد معلم مجال اللغة العربية والتربية الإسلامية
- بكالوريوس التربية - إعداد معلم اللغة الإنكليزية
- بكالوريوس التربية - إعداد معلم تكنولوجيا المعلومات
- بكالوريوس التربية - التربية الخاصة
- بكالوريوس الآداب - علم الاجتماع التطبيقي
- بكالوريوس الآداب - علم النفس التطبيقي
- الدبلوم المهني في التدريس
- ماجستير الآداب في تدريس اللغة الإنجليزية لغير الناطقين بها

### كلية القانون
- البكالوريوس في القانون
- ماجستير في القانون العام
- ماجستير في القانون الخاص

### كلية الهندسة وتقنية المعلومات
- بكالوريوس أمن المعلومات
- بكالوريوس علوم حاسوب
- بكالوريوس هندسة برمجيات
- بكالوريوس هندسة حاسوب
- بكالوريوس هندسة الاتصالات والشبكات
- بكالوريوس علوم في الهندسة المدنية

## الاعتمادات التي تقدمها جامعة العين للعلوم والتكنولوجيا
حصلت جامعة العين للعلوم والتكنولوجيا على عدة اعتمادات بارزة:
- اعتماد دولي من هيئة الاعتماد الأكاديمي للهندسة والتكنولوجيا في الولايات المتحدة الأمريكية (ABET)
- الاعتماد الدولي لبرنامج بكالوريوس العلوم في الصيدلة من مجلس اعتماد التعليم الصيدلاني (ACPE)
- اعتماد دولي لبرنامج بكالوريوس القانون من مجلس التقييم والبحث والتعليم العالي الفرنسي (HCERES)
- الاعتماد الأكاديمي AQAS لكلية الاتصال والإعلام